# Spaziergang

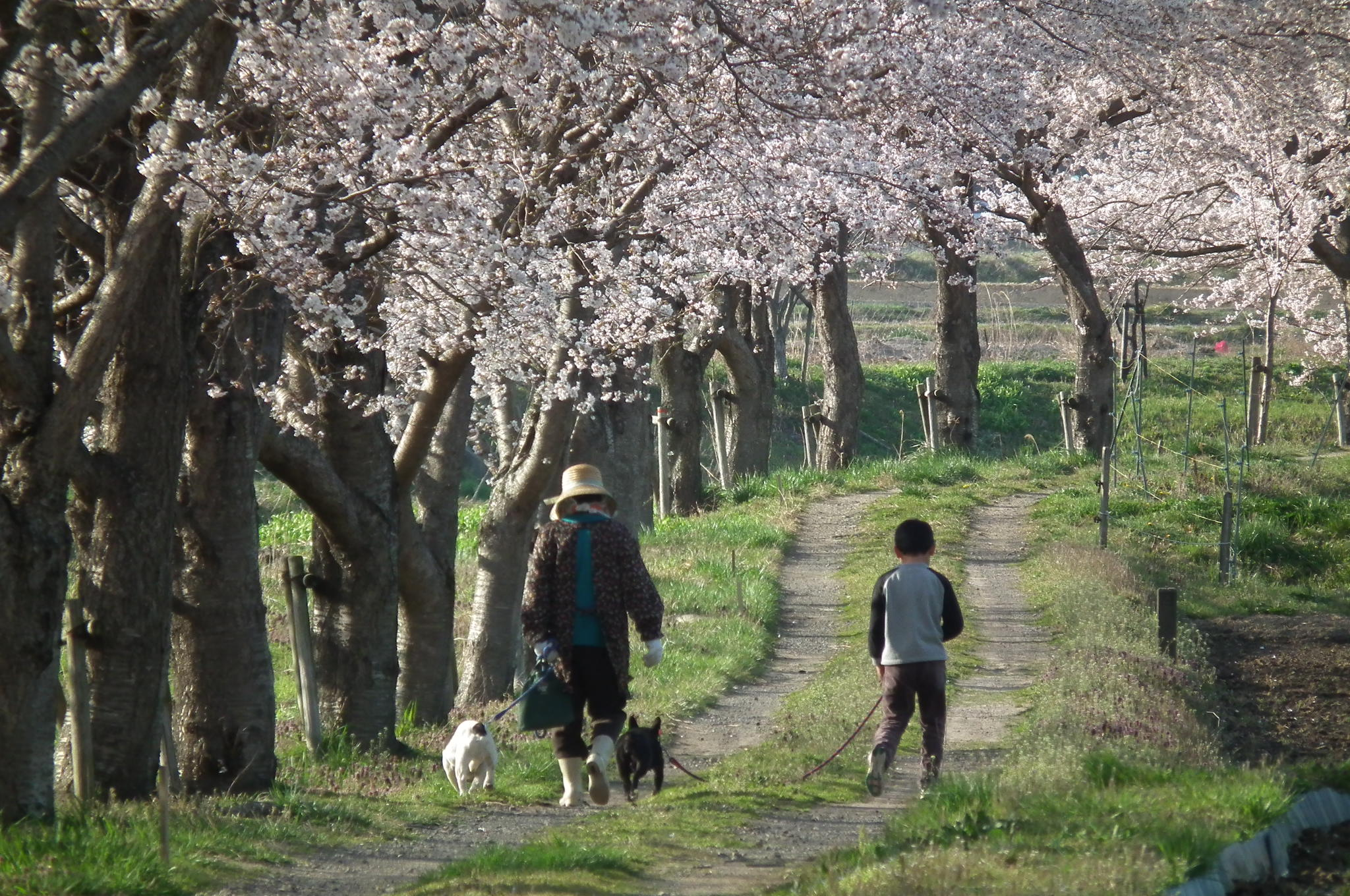
Ein Spaziergang unter Kirschbäumen (Japan, 2011)

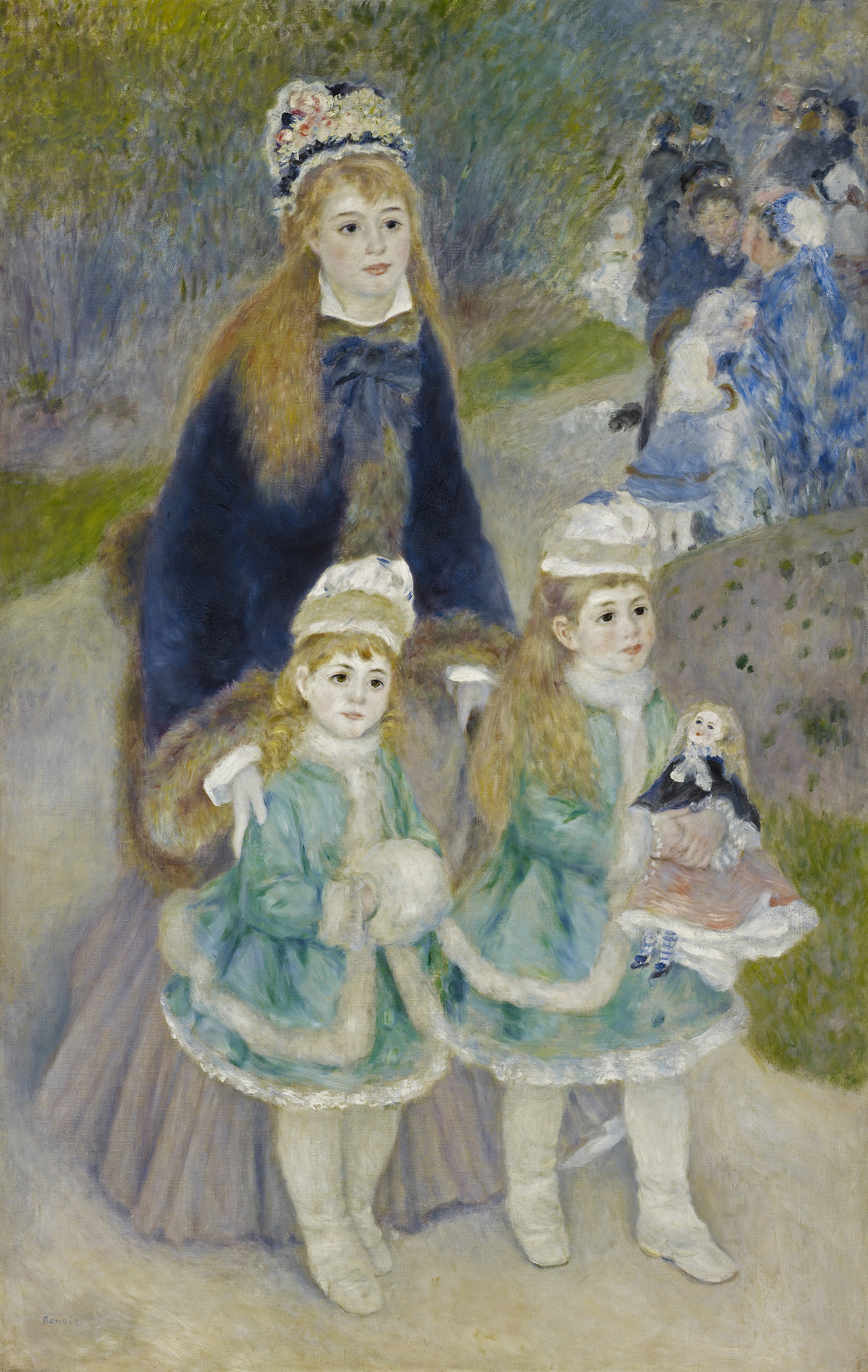
Spaziergang (Gemälde von Auguste Renoir, um 1875)

Ein Spaziergang (im 15. Jahrhundert entlehnt von italienisch spaziare „sich räumlich ausbreiten, sich ergehen“) ist das Gehen (Ambulieren, Flanieren, Promenieren, Lustwandeln) zum Zeitvertreib und zur Erbauung.
Man kann beispielsweise im Wald, in Parks oder den Deich entlang, aber auch in Geschäftsvierteln der Stadt als Flaneur oder zum Schaufensterbummel spazieren. Spaziergänge können der Entspannung, der Erholung oder der beobachtenden und gedankenvollen Muße dienen. Menschen gehen auch wegen der Sonne, der frischen Luft, Bewegung und zum „Tapetenwechsel“ spazieren. Ein Spazierstock erleichtert und beschwingt das Gehen.

## Historisches
Der Ursprung des Spaziergangs ist das aristokratische „Lustwandeln“ in Gärten und Barockparks, später kam eine soziale Komponente hinzu (Kontakte knüpfen, ungestört Gespräche führen). Die Entwicklung von Parks oder Promenaden hängt unmittelbar mit dem Spaziergang zusammen. Unter Bürgerlichen ist er im 18. Jahrhundert in Mode gekommen. Als Brauch war er zu bestimmten Zeiten in Deutschland sehr verbreitet – so der Osterspaziergang (vgl. dazu Goethes Faust I) oder Pfingstspaziergang.
Manche Orte mit touristischer Bedeutung, Kurorte und Seebäder, haben Promenaden, auf denen man spaziert (promeniert oder flaniert). In Kurorten wurden hierfür eigens Rundwege angelegt, die Spaziergänge genannt wurden. Das langsame Gehen war ein wichtiger Bestandteil der Trinkkur.
Spaziergänge werden bisweilen auch getätigt, um der Abhörung durch Dritte zu entgehen: Während vertrauliche Gespräche relativ leicht abgehört werden können, wenn die Gesprächspartner sitzen, gestaltet sich dies bei Spaziergängen schwierig.

## Der Spaziergang in Literatur und Bildender Kunst
Ein berühmter Spaziergänger war Goethe (Ich ging im Walde | so für mich hin,| und nichts zu suchen,| das war mein Sinn.). An seiner bevorzugten Ruhebank im Frankfurter Stadtwald wurde später der Goetheturm errichtet.

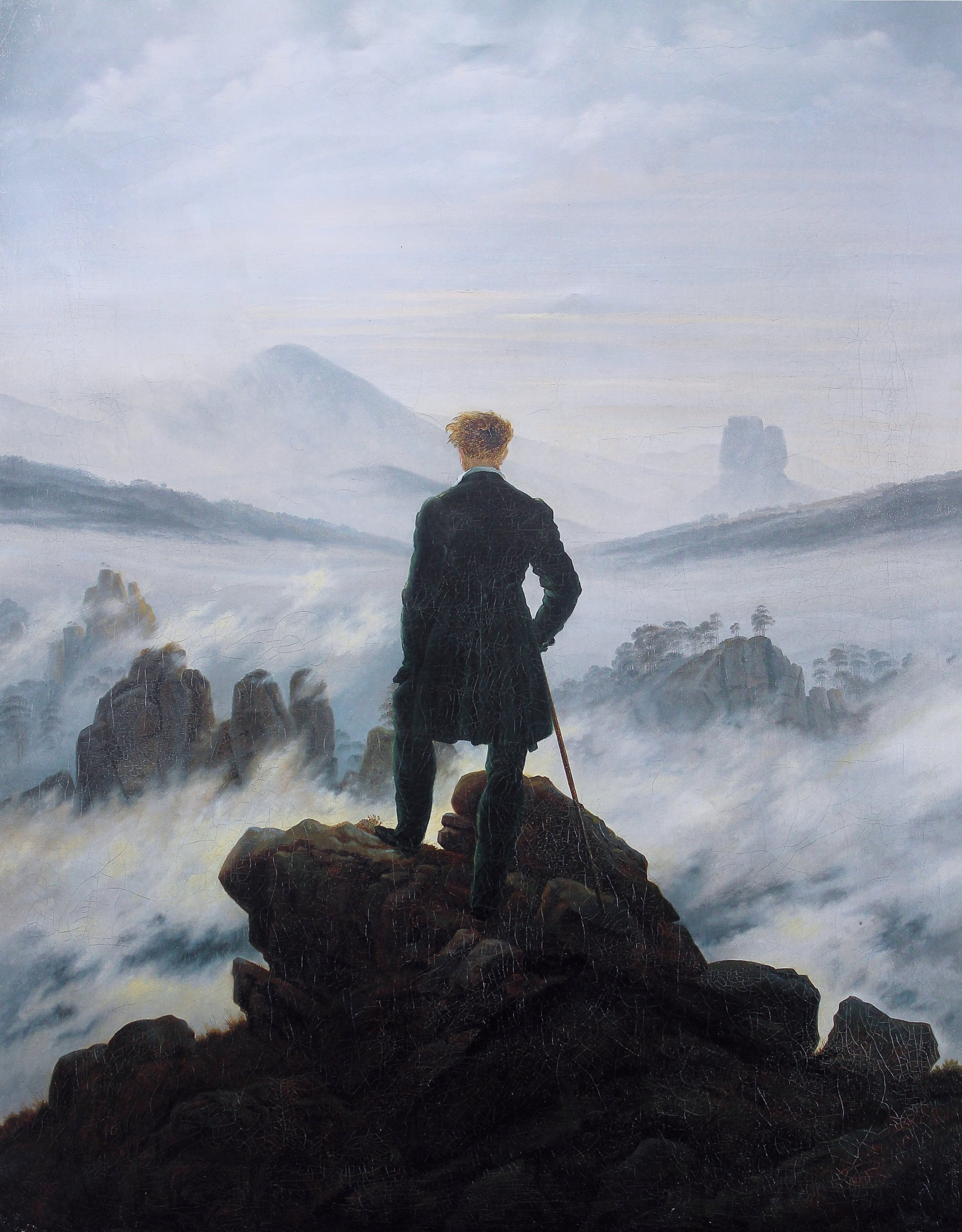
Caspar David Friedrich: Der Wanderer über dem Nebelmeer (um 1817)

Literarisch bedeutsam wurde Der Spaziergang durch Friedrich Schillers Elegie (so der ursprüngliche Titel), worin Schiller anhand des Beobachtens und Nachsinnens des bergauf Ziehenden seine eigene Natur- und Geschichtsphilosophie entfaltet. Das Gedicht schließt mit der befreienden Zeile Und die Sonne Homers, siehe! sie lächelt auch uns. Zum Beispiel eines solchen damals noch üblichen Riesenspaziergangs das romantische Gemälde von Caspar David Friedrich.
Ein viel gelesener Reisebericht des leidenschaftlichen und beobachtungsstarken Weltdurchwanderers Johann Gottfried Seume war sein Spaziergang nach Syrakus im Jahr 1802. Der Titel ist allerdings ironisch zu verstehen, da es sich bei Seumes Reise gerade nicht um einen lockeren Spaziergang, sondern um eine fast einjährige, teilweise gefährliche Wanderung über 6.000 Kilometer handelte. Ebenso ironisch bzw. untertreibend ist der Alpenspaziergang (1988) von Karl Lukan über seine fünf Monate lange Wanderung von Wien nach Nizza (mit seiner Frau Fritzi).
Auch haben dem Spaziergang z. B. Eichendorff (O Täler weit, o Höhen, | o schöner grüner Wald, | du meiner Lust und Wehen | andächt’ger Aufenthalt) und Adalbert Stifter (Der Waldgänger) in ihren Werken viel Raum gegeben. Franz Kafka schrieb u. a. eine Parabel mit dem Titel Der plötzliche Spaziergang und verarbeitete das Motiv des Spaziergangs in einem Kapitel seines Werkes Beschreibung eines Kampfes. Robert Walser war ein begeisterter Spaziergänger und verarbeitete dies in seiner Prosaarbeit Der Spaziergang. Ein monologischer Lobgesang auf den Spaziergang ist der 2010 erschienene Roman Spaziergänger Zbinden von Christoph Simon.

Carl Spitzweg:
Der Sonntagsspaziergang (1841)

Der deutsche Maler Carl Spitzweg malte Mitte des 19. Jahrhunderts mehrmals Familien auf Sonntagsspaziergang. Auch das Gemälde Der Spaziergang von Pierre-Auguste Renoir zeigt eine Frau mit zwei Kindern in Sonntagskleidung.

## Spaziergangswissenschaft
Die an der Universität Kassel durch den Soziologen Lucius Burckhardt etablierte Promenadologie (Spaziergangswissenschaft) plädiert für langsames Wahrnehmen.

## Redewendung
Die Redewendung nach einer erfolgreichen Schlacht, Aufgabe oder Prüfung Das war ein Spaziergang soll ausdrücken, dass es eine leicht zu bewältigende Angelegenheit darstellte. Oder umgekehrt Das wird kein Spaziergang, sagt etwa ein Politiker vor einem Wahlkampf.

### Verdauungsspaziergang
Verdauungsspaziergang ist ein umgangssprachlicher Ausdruck für mäßige körperliche Betätigung, für Gehen an frischer Luft nach dem Essen. Er findet häufig nach dem Besuch von Gaststätten und im gehobenen Alter seine Fürsprecher. Zweck des Verdauungsspaziergangs ist eine Anregung der Darmtätigkeit. Die Bewegung unterstützt die Peristaltik des Verdauungstraktes. Entsprechend der Ausgiebigkeit einer Mahlzeit empfiehlt der Volksmund: Nach dem Essen sollst du ruh’n oder tausend Schritte tun. Die antiken Römer dachten bereits in gleicher Weise: Post cenam recreabis vel mille passus meabis.

## Politisch motivierte Spaziergänge
Eine Vorläufer politisch motivierter „Spaziergänge“ findet sich im „Bummel“ nationalistischer Corpsstudenten in Deutschland und Österreich zwischen Ende des 19. Jahrhunderts bis zum Zweiten Weltkrieg. Stefan Zweig beschreibt in Die Welt von Gestern seine Begegnungen mit Wiener Corpsstudenten:

„Bei jedem ‚Bummel‘ (so hieß jener Samstag der Studentenparade) floß Blut. Die Polizei, die dank dem alten Privileg der Universität die Aula nicht betreten durfte, mußte von außen tatenlos zusehen, wie diese feigen Radaubrüder wüteten, und durfte sich ausschließlich darauf beschränken, die Verletzten, die blutend von den nationalen Rowdies die Treppe hinab auf die Straße geschleudert wurden, fortzutragen.“

Im Rahmen von Protesten gegen die Überwachungs- und Spionageaffäre kam es 2013 zu Kundgebungen vor einer nachrichtendienstlichen Anlage der USA bei Darmstadt, die anfänglich als „Spaziergänge“ deklariert waren und dann auf Drängen der Polizei als Demonstration angemeldet wurden.
Die fremdenfeindliche Bewegung Pegida bezeichnete ihre ab 2014 veranstalteten Kundgebungen als „Spaziergang“, meldete sie aber als Demonstration an. Diese sind regelmäßig von Gegendemonstrationen begleitet.
Etwa seit Dezember 2021 versammeln sich in Deutschland und Österreich Gruppen zu sogenannten „Corona-Spaziergängen“, um gegen staatliche Maßnahmen vor dem Hintergrund der COVID-19-Pandemie zu demonstrieren, jedoch bei Umgehung des Versammlungsrechts, das heißt, ohne die Demonstration als solche anzumelden. Dabei kam es wiederholt zu Gewalttaten gegen Ordnungskräfte. Der Staatsrechtler Johannes Hillje bezeichnete die sprachlich verharmlosende Verwendung des Spaziergang-Begriffs als politisch motiviertes Framing. Bundespräsident Frank-Walter Steinmeier sagte im Januar 2022, der Spaziergang habe „seine Unschuld verloren“.

## Siehe auch

Studenten auf dem Weender Bummel (Postkarte um 1910)